# Рафаель Агаєв
Рафаель Махір-огли Агаєв (азерб. Rafael Mahir oğlu Ağayev; нар. 4 березня 1985, Сумгаїт, АРСР) — видатний азербайджанський каратист, срібний призер Олімпійських ігор 2020 року, п'ятиразовий чемпіон світу, одинадцятиразовий чемпіон Європи, призер чемпіонатів світу та Європи, чемпіон Європейський ігор та Всесвітніх ігор.

## Біографія

### Дитинство та початок спортивної кар'єри
Рафаель Агаєв народився 4 березня 1985 року в місті Сумгаїт. Його батько, Махір Агаєв, був гравцем місцевого футбольного клубу «Полад». Рефаель був наймолодшим із трьох братів. Старший брат Руслан займався дзюдо, а середній брат Рустам боксом. Рафаель почав займатися карате із семи років. Його першим тренером був Рафаель Мамедов, який навчав його основних принципів і азів цього бойового мистецтва. Про свій прихід у карате Рафель Агаєв згадує так:
|  | У сім років я вперше подивився фільм із Брюсом Лі і зразу полюбив карате. І став просити батька віддати мене в секцію. Мій батько був професійним спортсменом, грав у футбольній команді «Полад» (Сумгаїт). Він мене перепитав, чи точно я хочу займатися карате, а не футболом, після чого привів у секцію до мого першого тренера Рефеаля Маедова. І ось я уже 22 роки займаюся карате. |

Агаєв почав виступати на перших національних змаганнях. Згодом юного каратиста помітили та запросили тренуватися в один із відомих клубів у Азербайджані «Будокан» під керівництвом Фізулі Мусаєва. На своєму першому національному чемпіонаті Агаєв здолав усіх суперників.
Вперше на міжнародні змагання Рафаель поїхав у 1997 році. Це був відритий кубок світу в місті Мішкольц, але вдало виступити йому не вдалося. Наступного року йому вдалося перемогти на відкритому чемпіонаті Англії. У 2001 році він уперше поїхав на чемпіонат світу серед кадетів та юніорів. Там він з командою посів третє місце. Наступного року він став чемпіоном Європи серед кадетів у ваговій категорії до 60 кг. А у 2003 році на чемпіонаті світу серед кадетів та юніорів він виграв бронзову медаль у ваговій категорії до 65 кг.
У 2003 році він закінчив середню школу № 21. За словами спортсмена, навчався він погано. Хороші оцінки він мав з фізкультури та трудового навчання. Прогулював уроки, не виконував домашнє завдання, часто бився — за особистим зізнанням, «майже кожний день брав участь у якихось сутичках у школі».

### Перші спортивні досягнення
У 2004 році, у віці 19 років, Агаєв сенсаційно став чемпіоном Європи (змагання відбувалися в Москві). У фіналі він переміг лідера вагової категорії, триразового чемпіона світу, дев'ятиразового чемпіона Європи, француза Алессандра Б'ямонті. Наступного року, на чемпіонаті Європи Рафаель не зумів стати призером у своїй ваговій категорії, але переміг у відкритій ваговій категорії, де змагалися спортсмени, які переважали його у вазі та рості. У фіналі він здолав дворазового чемпіона світу іспанця Іван Реглеро. Також у 2005 році став чемпіоном Європи серед юніорів. Окрім цього на Ісламських іграх солідарності виграв бронзову медаль.
У 2006 році Рафаель Агаєв вперше став чемпіоном світу. У ваговій категорії до 70 кг він здолав у фіналі бельгійського каратеку Дієго Даві Ван Дер Шика. Також він переміг на університетському чемпіонаті світу, що відбувався в Нью-Йорку, де здолав чемпіона Азії Ержана Коржана.
У 2007 році спортсмен тріумфально виступив на чемпіонаті Європи у Братиславі. Він став найсильнішим у ваговій категорії до 70 кг, а також у відкритій ваговій категорії. Цього ж року він закінчив Азербайджанську державну академію фізичної культури та спорту, факультет єдиноборств. З 2007 по 2008 рік Агаєв проходив військову службу в Агджабединському районі. Пізніше його перевели в Центральний спортивний клуб Міністерства оборони Азербайджану.

### Лідер світового карате
2008 рік став одним із найкращих у кар'єрі спортсмена. Спершу на чемпіонаті Європи в Таллінні він виграв три медалі різного ґатунку. Перемогу він святкував у відкритій ваговій категорії. Срібну медаль виграв у ваговій категорії до 70 кг, а бронзову в командному куміте. На чемпіонаті світу він захистив свій титул чемпіона у вазі до 70 кг, а також став чемпіоном у відкритій вазі.
Починаючи з 2009 року Агаєв почав виступати у новій ваговій категорії, до 75 кг. Це не завадило йому виграти чергове золото чемпіонату Європи, що відбувався в Загребі. У 2010 році оформив свій другий золотий дубль, ставши чемпіоном Європи та світу.
Після цього у 2011—2012 роках відбувся невеликий спад у результатах. На чемпіонатах Європи він двічі ставав третім, а на чемпіонаті світу виграв срібну медаль. Але у 2013 році Рафаель знову повернувся на вершину світового карате. Спершу він повернув собі звання чемпіона Європи. Потім здобув золото Всесвітніх ігор, Ісламських ігор солідарності та Всесвітніх ігор бойових мистецтв.

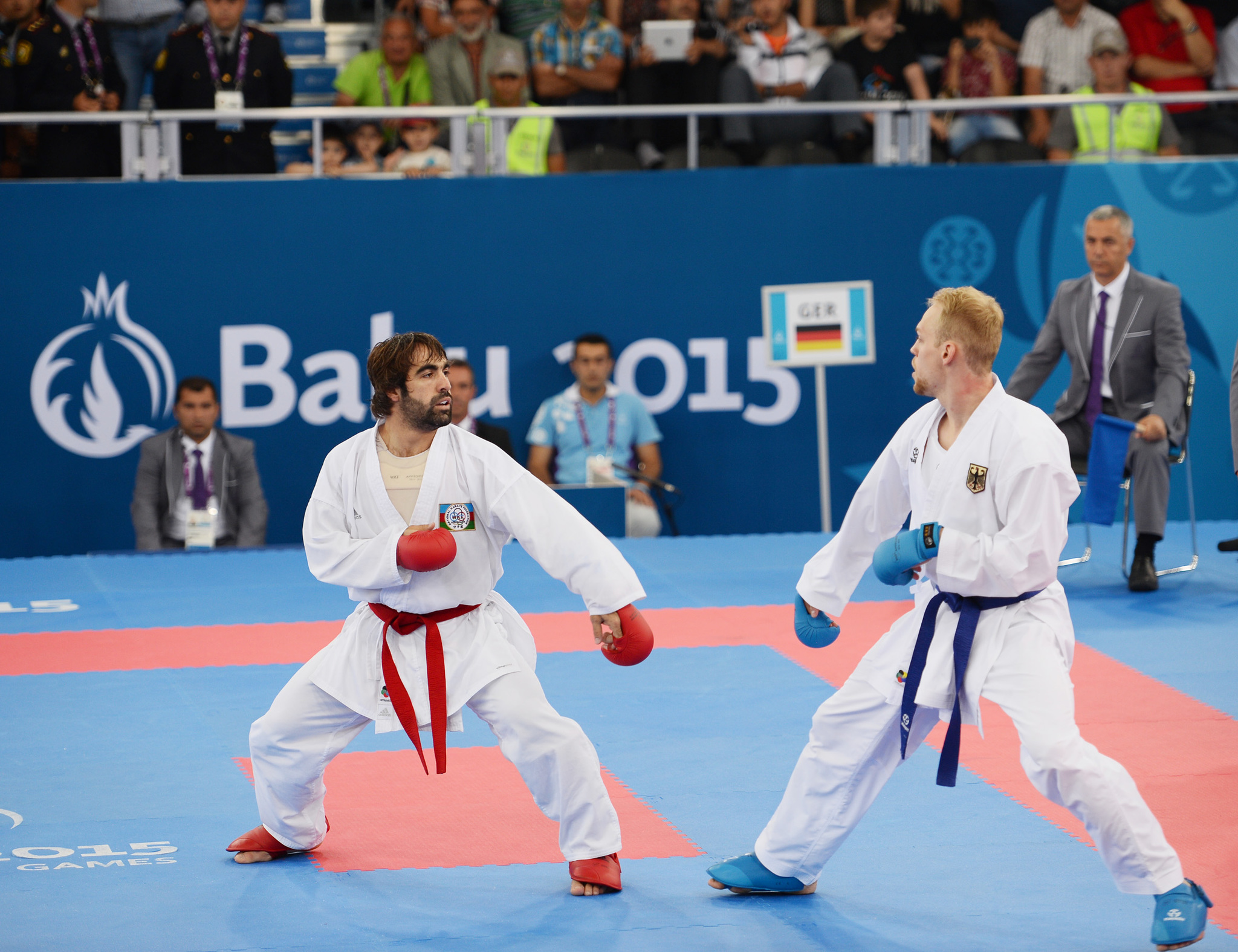
Агаєв проти Ноа Бітч на Європейських іграх 2015

2015 рік став особливим для спортсмена. Спершу на чемпіонаті Європи він здолав усіх суперників та завоював своє дев'яте золото у кар'єрі. А пізніше відбувалися перші в історії Європейські ігри, господарем яких була його країна. На груповому етапі він здолав українця Іллю Нікуліна та латвійця Руслана Садікова, але поступився турку Ерману Елмуту. Попри поразку, Рафаель посів друге місце в групі та вийшов у півфінал. Там він мінімально здолав німця Ноа Бітч, а у фіналі переміг Луїджі Бузу, здобувши золоту медаль. За цю перемогу його було нагороджено орденом «Слава».
У 2016 році спортсмен зробив свій третій золотий дубль, ставши чемпіоном Європи та світу. Також успішним видався для спортсмена 2018 рік. Він повернув собі європейське чемпіонство, а на чемпіонаті світу виграв бронзову медаль.
У 2019 році на чемпіонаті Європи поступився лише у фіналі італійському каратеці Луїджі Буза. Також він виступив на Європейських іграх у Мінську. У його ваговій категорії змагалися 8 спортсменів. На груповому етапі він переміг британця Джо Келвея й турка Ермана Елмута. З угорцем Габором Харспатакі він розділив очки, та з першого місця вийшов у півфінал. Там він переміг естонця Павла Артамонова, але у фіналі поступився українцю Станіславу Горуні. Таким чином Агаєв не зумів захистити своє чемпіонське звання.
У 2021 році на чемпіонаті Європи знову поступився у фіналі Станіславу Горуні, завоювавши срібну нагороду. Окрім цього, він виграв бронзову медаль у командному куміте.

### Олімпійські ігри

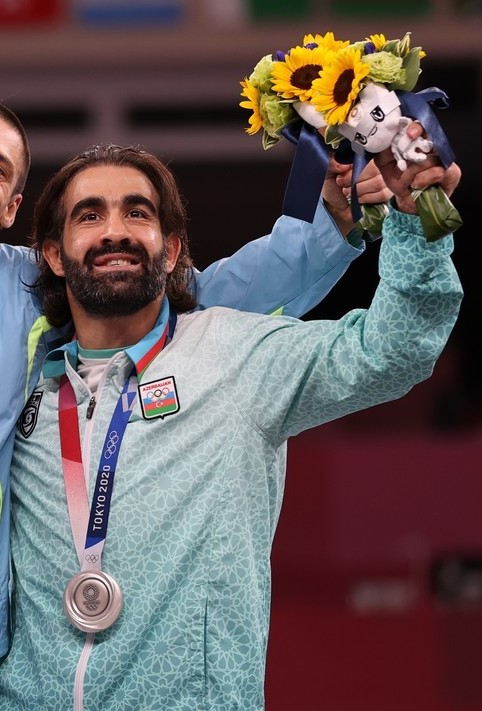
Срібний призер Олімпійських ігор 2020 Рафаель Агаєв на церемонії нагородження

У лютому 2020 року, після турніру в Зальцбурзі, Агаєв здобув достатню кількість залікових очок, щоб кваліфікуватися на Олімпійські ігри в Токіо, де карате вперше буде представлено у програмі змагань. Серед десяти спортсменів, що зуміли кваліфікуватися на ці змагання, головними суперниками були італієць Луїджі Буза, японець Кен Нашімура, іранець Бахман Аскарі та українець Станіслав Горуна.
6 серпня 2021 року Агаєв дебютував на Олімпійських іграх. До цих змагань він підходив у статусі одного з фаворитів. Агаєв потрапив у групу B. У першому поєдинку він упевнено переміг німця Ноа Біч. Потім здолав Цунеарі Яхіро з Австралії та Нурканата Ажиканова з Казахстану. Ці три стартові перемоги гарантували спортсмену вихід у наступну стадію змагань та медальний п'єдестал. У наступному поєдинку він зустрівся зі своїм головним конкурентом, італійцем Луїджі Бузою. Перемогу з рахунком 3:1 здобув італієць, а Агаєв посів друге місце в групі. Пізніше в інтерв'ю Рафаель розказав, що спеціально допоміг італійцю вийти із групи. Деякі аналітики вважають, що Агаєв спеціально не витрачав багато сил в останньому поєдинку групи, щоб посісти у групі друге місце та уникнути у півфіналі незручного українця Станіслава Горуну.
У півфіналі Агаєв розгромив свого угорського суперника Габора Харспатакі з рахунком 7:0. У фіналі його суперником знову став італієць Луїджі Буза. Агаєв зазнав мінімальної поразки, завоювавши срібну нагороду змагань. Після фіналу азербайджанець відмовився потиснути руку переможцю. Цей вчинок він аргументував тим, що Буза зробив деякі вчинки, які не повинен був робити, і не заслуговує рукостискання. Крім того, він вважає, що у фіналі його суперниками також були судді, що не зарахували його удар.